# Феджес, Даниэль
Даниэль Феджес (венг. Fejes Dániel; род. 14 ноября 1999, Будапешт) — венгерский гребец на каноэ, призёр чемпионата мира 2024 года, бронзовый призёр чемпионата Европы 2022 года. Участник летних Олимпийских игр 2020 года.

## Карьера
На летних Олимпийских играх в Токио, в 2021 году, принял участие в заездах каноэ-одиночках и двойках на 1000 метров, не смог квалифицироваться в полуфиналы.
На чемпионате Европы 2022 года в Мюнхене завоевал бронзовую медаль в каноэ-двойках на дистанции 1000 метров.
На летних Олимпийских играх в Париже, в 2024 году, принял участие в заездах каноэ-одиночках на 1000 метров. В одиночках квалифицировался в финал В и занял итоговое одиннадцатое место.
В Самарканде, на чемпионате мира 2024 года, который состоялся сразу же после Олимпийских игр, Даниэль в каноэ-двойках на дистанции 1000 метров завоевал серебряную медаль.